# Wittelsbacher-Gymnasium München
Das Wittelsbacher-Gymnasium München ist ein humanistisches und sprachliches Gymnasium in München. Es fungiert außerdem als Seminarschule, in der Referendare für den Lehrerberuf in den Fächern Kunst, Englisch, Latein, Deutsch, Mathematik, Physik, Philosophie/Ethik und Evangelische Religion ein Lehramtsreferendariat absolvieren.

## Lage und Gebäude
Das Wittelsbacher-Gymnasium liegt im Münchner Stadtbezirk Maxvorstadt am Marsplatz 1 in unmittelbarer Nähe zum Gebäude des Circus Krone.
Das denkmalgeschützte dreigeschossige Gebäude mit erhöhtem Mittelpavillon von Carl Voit ist in historisierenden Formen gehalten.

## Geschichte
Im Jahr 1906 wurde mit dem Bau der Schule begonnen, bereits 1907 fand der erste Unterricht im neu gegründeten Wittelsbacher-Gymnasium statt. Das Kadettencorps auf dem benachbarten Marsfeld wurde nach seiner Aufhebung 1920 als real-gymnasialer Zweig eingegliedert. Von 1938 bis 1945 trug die Schule den Namen Wittelsbacher Oberschule für Jungen. 1944 wurde der Turnhallentrakt durch Bomben zerstört, 1958/59 wieder aufgebaut. Nach den Zerstörungen der Münchner Schulen im Zweiten Weltkrieg beherbergte das glimpflich davongekommene Schulgebäude des nun wieder so benannten Wittelsbacher-Gymnasiums auch die ausgebombte Ludwigs-Realschule (seit 1965 Erasmus-Grasser-Gymnasium, von 1938 bis 1945 zeitweise Oberschule an der Damenstiftstraße genannt) und außerdem das ebenfalls ausgebombte Ludwigsgymnasium. Das später wieder allein dem Wittelsbacher-Gymnasium gehörende Gebäude wurde in den Jahren 1963 bis 1965 umfassend erneuert, der Unterrichtsbetrieb zeitweise an die Gisela-Oberrealschule (heute Gisela-Gymnasium) ausgelagert. Mädchen wurden erstmals im Schuljahr 1974/75 aufgenommen, 1981 ein Erweiterungsbau fertiggestellt. In den Jahren 2017–2019 wurden die Fachräume für Naturwissenschaften und weite Teile des Gymnasiums renoviert.

## Schulangehörige

### Schulleiter
- 1907–1912 Johann Gerstenecker
- 1912–1915 Philipp Stumpf
- 1915–1922 Leonhard Lutz
- 1922–1930 Joseph Gebhard Himmler
- 1930–1934 Andreas Fr. Wahler
- 1934–1945 Karl Hudezeck
- 1945–1954 Franz Tyroller
- 1954–1971 Hans Färber
- 1971–1972 Karl Bayer
- 1972–1983 Josef Weisenberger
- 1983–2003 Hermann Reuter
- 2003–2013 Raimund Wiedenmann
- seit 2013 Helmut Martin

### Bekannte Schüler
- Eugen Roth (1895–1976), Lyriker und Dichter[4]
- Carl Orff (1895–1982), Komponist und Musikpädagoge[5]
- Max Rheinstein (1899–1977), Jurist
- Werner Müller (1910–1996), Politiker (CSU)
- Otto Gritschneder (1914–2005), Rechtshistoriker, Rechtsanwalt und Publizist
- Alfred Andersch (1914–1980), Schriftsteller
- Philip Rosenthal (1916–2001), Industrieller und Politiker
- Joachim Korn (1919–1994), Nachrichtentechniker und Fernseh-Pionier
- Max Kläger (1925–2016), Künstler, Kunstpädagoge und Hochschullehrer
- Paul Wühr (1927–2016), Schriftsteller
- Norbert Gastell (1929–2015), Schauspieler und Synchronsprecher
- Gustl Bayrhammer (1922–1993), Volksschauspieler
- Dieter Kronzucker (* 1936), Journalist und Fernsehmoderator
- Johannes Kunisch (1937–2015), Historiker
- Engelbert Kupka (* 1939), Politiker (CSU)
- Kurt Faltlhauser (* 1940), Politiker (CSU)
- Klaus Buchner (* 1941), Physiker und Politiker (ÖDP)
- Fritz Wepper (1941–2024), Schauspieler
- Elmar Wepper (1944–2023), Schauspieler[6]
- Peter Sloterdijk (* 1947), Philosoph
- Ulrich Chaussy (* 1952), Journalist[7]
- Heinrich Hußmann (1959–2022), Informatiker
- Rainer Maria Schießler (* 1960), römisch-katholischer Pfarrer
- Anton G. Leitner (* 1961), Schriftsteller und Verleger
- Erwin Lohner (* 1962), Jurist und Staatsministeriums-Amtschef
- Christoph Schieder (* 1963), Volleyballspieler
- Matthias Seling (* 1969), Kabarettist
- Titus Vollmer (* 1969), Filmkomponist
- Silvia von Steinsdorff, Politikwissenschaftlerin
- Alexander Dietrich (* 1975), Politiker (CSU)
- Daniel Holzberg (* 1990), Schauspieler und Regisseur

### Bekannte Lehrer
- Anton M. Kolnberger (1906–1976), Zeichner und Autor
- Norbert Richter-Scrobinhusen (1929–1975), Graphiker, Radierer und Maler
- Hans-Joachim Ruckhäberle (1947–2017), Theaterregisseur und Dramaturg
- Joseph Gebhard Himmler (1865–1936), Vater von Heinrich Himmler

## Abfolge des Sprachenunterrichts am Wittelsbacher-Gymnasium
Alle Schüler beginnen in der fünften Klasse mit Latein als erster Fremdsprache, zweite Fremdsprache ist Englisch, als dritte Sprache kann Griechisch (Humanistischer Zweig) oder Französisch (Neusprachlicher Zweig) gewählt werden. Nach der neunten Klasse kann, auf Wunsch des Schülers nach einer Latinumsprüfung, Latein abgelegt werden und stattdessen der Unterricht in Spanisch als spätbeginnende Fremdsprache besucht werden. Zusätzlich werden durch Muttersprachler die Sprachen Neugriechisch und Italienisch als Wahlkurse angeboten.

## Besonderheiten
Das Gymnasium unterhält ein Kellertheater und eine Theatergruppe. Außerdem gibt es drei Chöre (Unterstufenchor, Großer Chor und Kammerchor), ein Orchester und eine Big Band geleitet. Jedes Jahr finden sowohl ein Frühjahrskonzert (i. d. R. Ende März) als auch ein Weihnachtskonzert (kurz vor Weihnachten) statt, in welchen die Schüler ihr Können unter Beweis stellen. Dazu wird meist die große Aula der Ludwig-Maximilians-Universität München gemietet. In Endlhausen, südlich von München, steht ein eigenes Landheim, das auch andere Schulen nutzen. Außerdem ist der Wittelsbacher Kurier (kurz WiKu) die älteste Schülerzeitung in München.

## Partnerschaften
Seit 1990 besteht eine Schulpartnerschaft mit der Kreuzschule in Dresden. Seit einigen Jahren findet jährlich auch ein Schüleraustausch mit der St. Mark's School in Southborough, Massachusetts in den Vereinigten Staaten statt. Seit 2017 bestehen Schulpartnerschaften mit dem Col·legi Mare de Déu del Carme in Terrassa, Katalonien und dem Bambino College in Lilongwe, Malawi.